# Vijfhelmige spurrie
De vijfhelmige spurrie (Spergula pentandra) is een eenjarige plant uit de anjerfamilie (Caryophyllaceae). De plant komt van nature voor in Europa, Zuidwest-Azië en Noordwest-Afrika en is van daaruit verspreid naar Australië. Het aantal chromosomen is 2n = 18
De plant wordt 5-30 cm hoog. Ze is onderaan sterk vertakt en heeft lijnvormige, 5-12 mm lange bladeren, die in schijnkransen staan. De stengel is kaal of licht behaard met klierharen.
De vijfhelmige spurrie bloeit vanaf mei tot in augustus met witte bloemen. De lancetvormige, puntige, 2,5-4 mm lange kelkbladen zijn even lang als of korter dan de kroonbladen. Er zijn vijf meeldraden.
De vrucht is een ronde tot eivormige doosvrucht van 4-5 mm lang. De platte, 0,6-0,9 mm grote zaden zijn bruin-zwart en hebben een witvliezige, 0,5-0,8 mm brede vleugelrand, die ongeveer even breed is als het zaad.

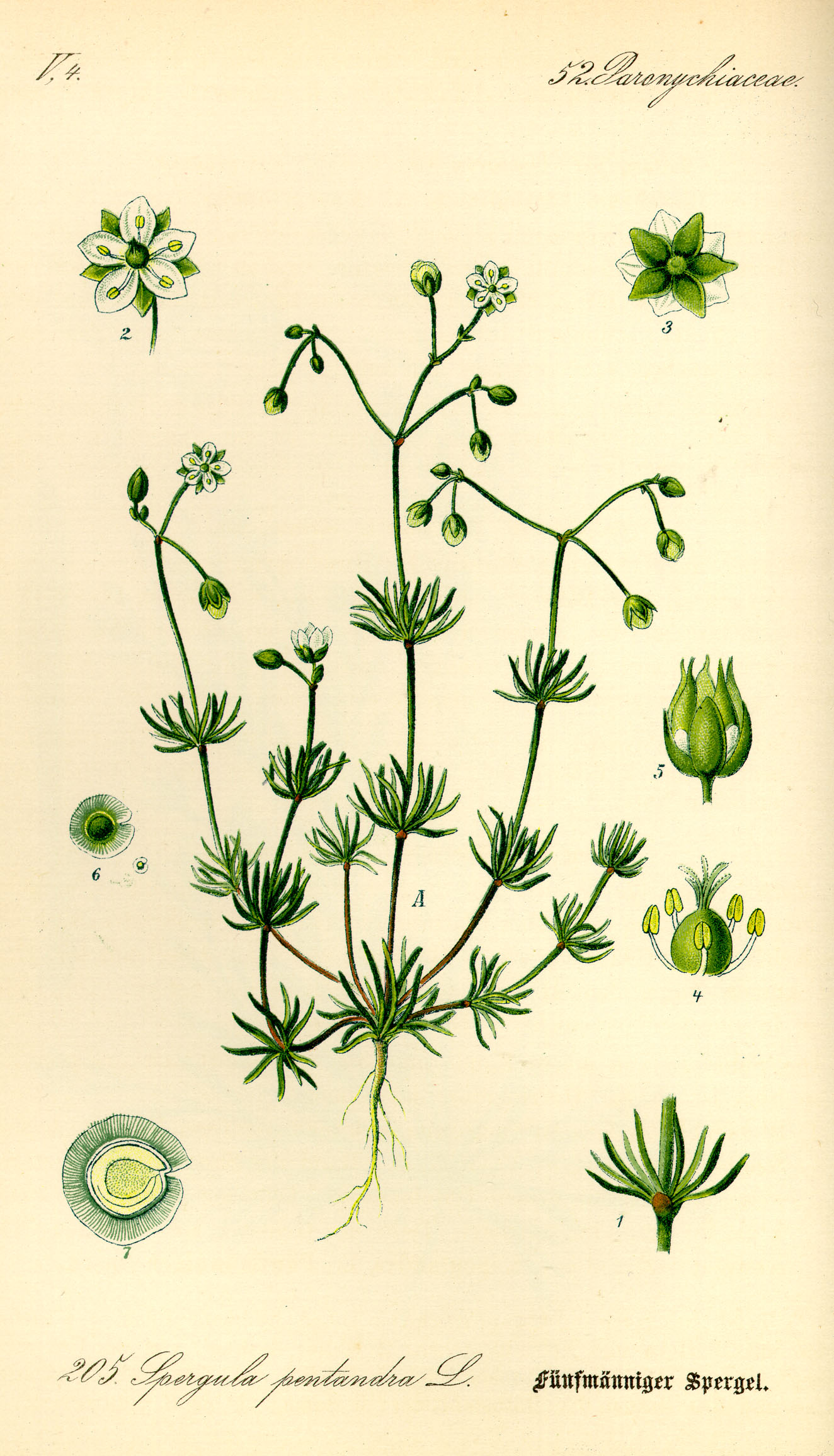
Illustratie
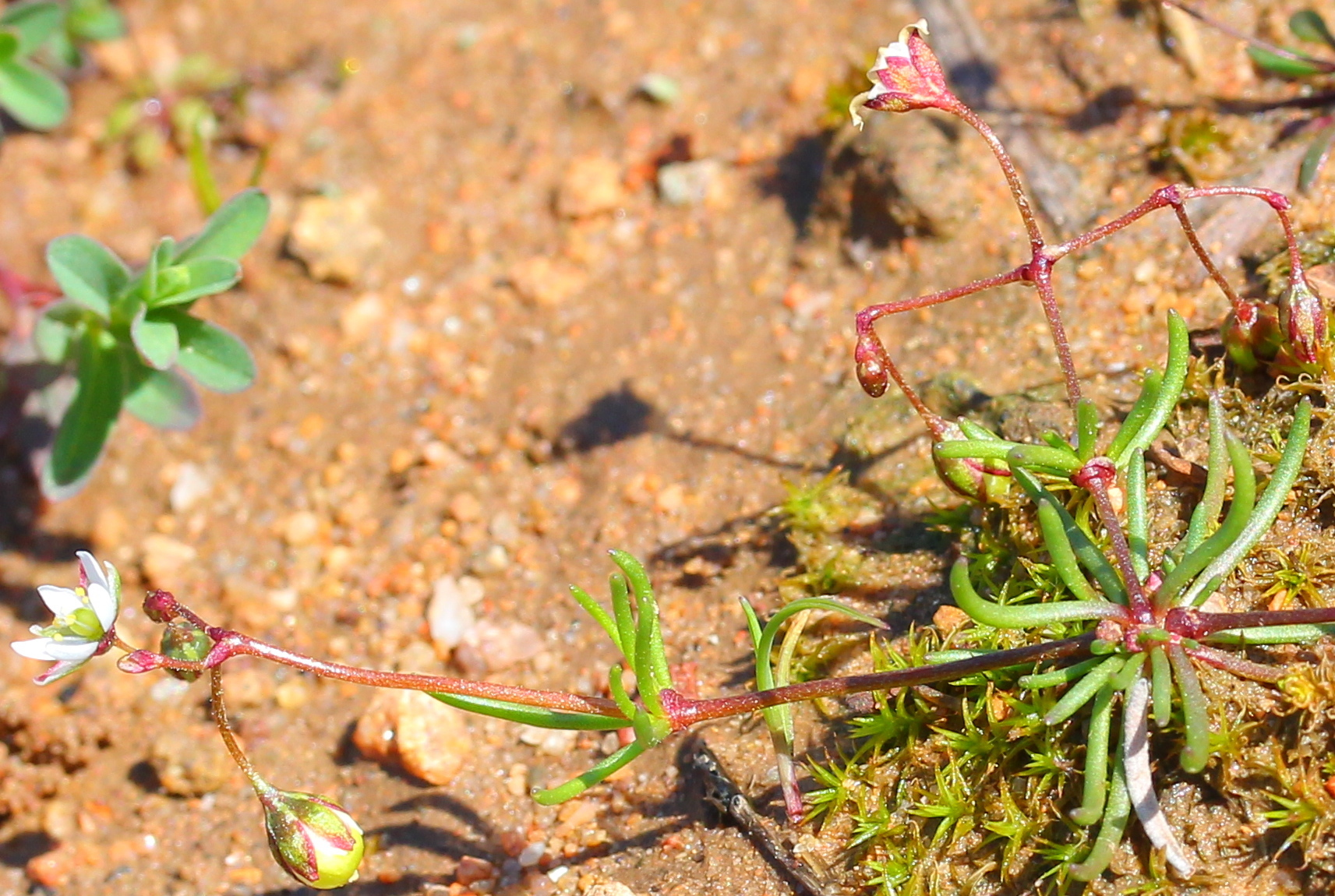
Plant
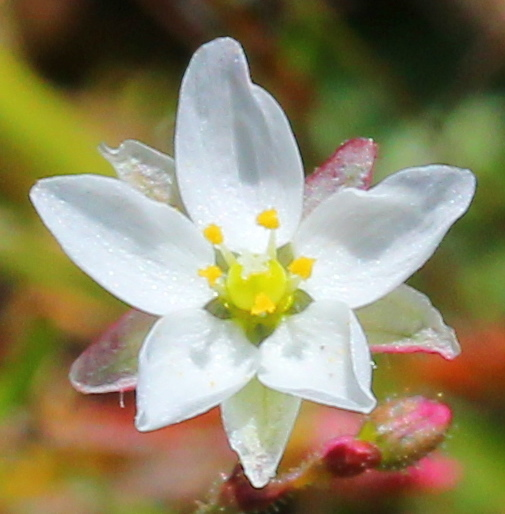
Bloem
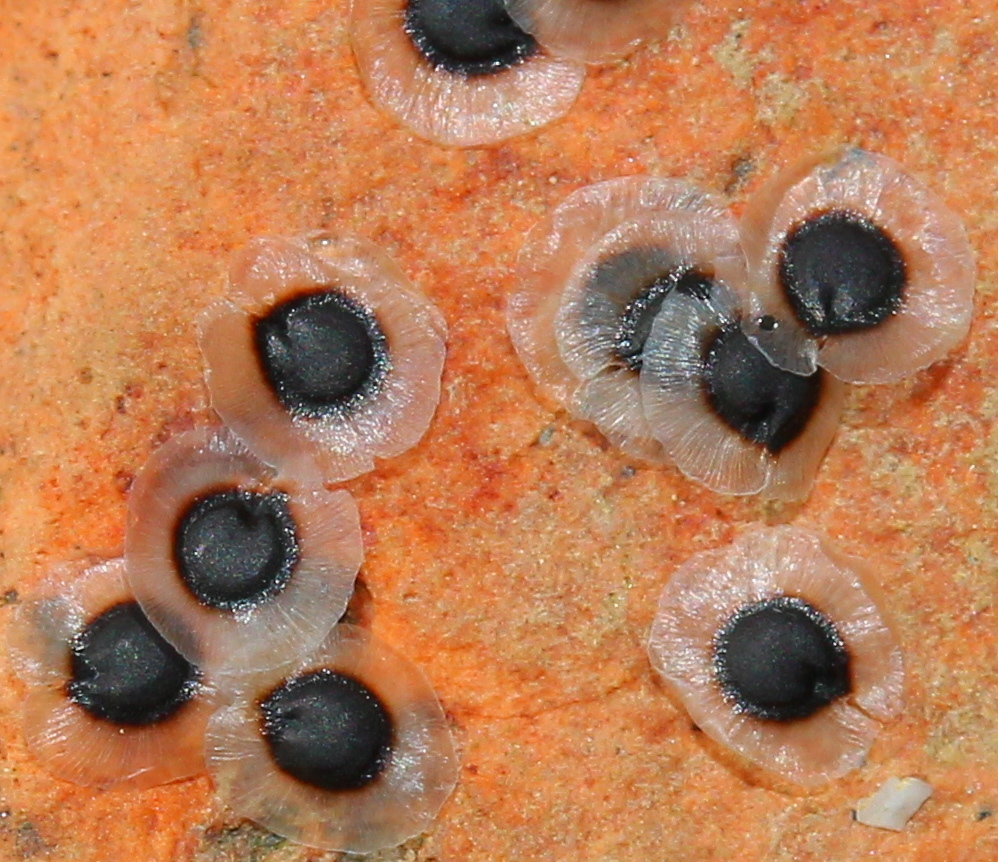
Zaden

De vijfhelmige spurrie komt voor op kalkrijke grond.